# Stadionul Mircea Chivu
Stadionul Mircea Chivu – wielofunkcyjny stadion w mieście Reșița, w Rumunii. Został otwarty w 1926 roku. Może pomieścić 6100 widzów. Swoje spotkania rozgrywają na nim piłkarze klubu CSM Școlar Reșița.